# 沃爾德瑪·桑塔那
沃爾德瑪·桑塔那（葡萄牙語：Valdemar Santana，葡萄牙語發音：[vawdeˈmaʁ sɐ̃ˈtɐ̃nɐ]，1929年—1984年），巴西著名總合格鬥家。曾在賓八大師（Mestre Bimba）處學習卡波耶拉，跟隨艾里奧·格雷西學習巴西柔術，也曾學過拳擊。

## 著名事蹟
1955年，曾兩度擊敗艾里奧·格雷西，比賽時間皆超過三小時。他也曾挑戰過格雷西家族的其他成員，卡爾森·格雷西（Carlson Gracie）曾與他進行六次比賽，據說卡爾森贏了其中四場，其他兩場平手。
1959年，與木村政彥兩度比賽，木村政彥贏了第一次，第二場平手。